# Niżnia Wielicka Polana
Niżnia Wielicka Polana (słow. Nižná Velická poľana) – polana w dolnej części Doliny Wielickiej w słowackich Tatrach Wysokich. Jest pozostałością po dawnym pasterstwie. Położona jest na wysokości ok. 1570 m i ukryta wśród kosodrzewiny, która ją stopniowo zarasta. Tuż obok polany przebiega żółty szlak turystyczny.

## Szlaki turystyczne
– żółty szlak łącznikowy ze Starego Smokowca do  Rozdroża na Wielickiej Polanie. Czas przejścia 2.30 h, ↓ 2 h.